# Leonardo D’Ascenzo
Leonardo D'Ascenzo (ur. 31 sierpnia 1961 w Valmontone) – włoski duchowny katolicki, arcybiskup Trani-Barletta-Bisceglie od 2018.

## Życiorys

### Prezbiterat
Święcenia kapłańskie przyjął 5 lipca 1986 roku i został inkardynowany do diecezji Velletri-Segni. Pełnił funkcje m.in. diecezjalnego asystenta Akcji Katolickiej chłopców oraz rektora Papieskiego Kolegium Leoniańskiego w Anagni (w latach 2015-2017).

### Episkopat
4 listopada 2017 roku został mianowany biskupem archidiecezji Trani-Barletta-Bisceglie. Sakry biskupiej udzielił mu 14 stycznia 2018 biskup Vincenzo Apicella.